# Roman Pungartnik
Roman "Pungi" Pungartnik (Celje, Slovenija, 16. svibnja 1971.) je bivši slovenski rukometaš i bivši član Slovenske rukometne reprezentacije. Igrao je na poziciji desnog krila. Igrao je za rukomente klubove VfL Gummersbach, Kadetten Handball, HSV Hamburg, THW Kiel i Celje.

## Vanjske poveznice
|  | Zajednički poslužitelj ima još gradiva o temi Roman Pungartnik |